# Unschooling
Unschooling är en omdiskuterad rad av pedagogiska filosofier och metoder inriktade på att tillåta barn att lära sig genom sina naturliga livserfarenheter i stället för i traditionell skolverksamhet. Dessa livserfarenheter inkluderar lek, spel, hushållssysslor, arbetserfarenheter och social interaktion. Unschooling uppmuntrar utforskning av aktiviteter som leds av barnen själva, och som understöds av de vuxna och har under 2010-talet blivit något av en internationell trend.
Unschooling skiljer sig från vanlig skolgång främst i teorin om att standardkursplaner och traditionsenliga betyg, samt andra egenskaper hos traditionell undervisning, är motverkande för målet att optimera varje barns utbildning.  Bygg istället på barnens nyfikenhet är en av grundbultarna för unschooling.
| ”                     | What we want to see is the child in pursuit of knowledge, not knowledge in pursuit of the child. | „ |
| – George Bernard Shaw |                                                                                                  |   |

## Etymologi
Begreppet "unschooling" är förmodligen hämtat från den tyske samhällskritikern Ivan Illichs "deschooling" och populariserades genom den amerikanske författaren och utbildaren John Holts nyhetsbrev Growing Without Schooling (GWS). I en tidig essä ställde Holt två begrepp inom GWS mot varandra:  'Unschooling' med betydelsen att ta sina barn från skolan och 'deschooling' när lagstiftningen ändras så att skolan blir frivillig. Vid denna tidpunkt var begreppet därmed synonymt med "home schooling", vilket också det var ett nyord. Med tiden blev  unschooling en variant av homeschooling, som kan betecknas som mer skol-lik, med textböcker och övningböcker. Holt kom med en uppdaterad definition av begreppet 1981, i boken Teach Your Own.
Begreppet unschooling är fortfarande inte helt etablerat i det svenska språket. En annan term som också används är "oskolning"